# Софиевская улица (Киев)
Софиевская улица — улица в Киеве. Пролегает от Площади Независимости до Софийской площади.

## История
Возникла на древней, известной со времён Киевской Руси, дороге от Софийского собора до оборонной системы вокруг города. Под современным названием известна с конца 18 столетия, в 1869 отнесена к улицам 1-го разряда (то есть к главным улицам города). В 1935—1990 имела название ул. Калинина (в честь М. И. Калинина).

## Здания и застройка
К Софиевской улице примыкает Михайловский переулок.
В здании № 16 по этой улице проживали композиторы и музыкальные деятели — Андрей Ольховский (в 1934—1943 годах), Лев Ревуцкий (в 1956—1977 годах), Анатолий Коломиец (в 1956—1997 годах), Платон Майборода. В этом же здании находится Центр музыкальной информации и Музыкальный фонд Украины.
Основная застройка улицы произведена во 2-й половине 19-го — в начале 20 столетия (почти все дома на улице относятся к этому периоду).

### Внешние ссылки
- Софиевская улица на сервисе Яндекс.Панорамы.